# Subfusil MGP
MGP es una familia de subfusiles y pistolas semiautomáticas que se producen en la fábrica SIMA CEFAR de la Armada Peruana desde 1980. La abreviación MGP significa «Marina de Guerra del Perú».
Las MGP son armas con diseño simple de retroceso que disparan desde un cerrojo abierto y están equipadas con culatas plegables que estabilizan el arma para disparar a mayor distancia. Todas las versiones pueden incluir silenciador y están diseñadas para usar cargadores de Uzi.

## Variantes

### MGP-79/79A
Fue la primera versión del subfusil SMG desarrollado en 1979, adoptado por las fuerzas de seguridad peruanas incluyendo la policía y la milicia. El cañón podía ser remplazado por un cañón o silenciador para misiones encubiertas. Además, el extremo delantero del cañón está roscado para montar una cubierta/freno perforado para apuntar mejor. Su culata es plegable.

### MGP-87
Versión mejorada del MGP-79A desarrollado en 1987, más compacto que su predecesor y, al igual que el MGP-79A, el cañón se puede desenroscar y cambiar por un conjunto de cañón/silenciador para operaciones encubiertas.

### MGP-15
El MGP-15 es una ametralladora diseñada para emitir a fuerzas especiales fabricadas por SIMA-CEFAR, actualizada con un cañón más largo y otras características. El nombre de los modelos anteriores de MGP se cambió debido a modificaciones, incluido el cambio a un barril con un bozal roscado, generalmente equipado con una tapa de bozal atornillada, que permite atornillar rápidamente un supresor. El MGP-15 se desarrolló en 1990 y las fuerzas militares peruanas adoptaron este modelo para reemplazar las pistolas Browning Hi-Power.

### MGP-84
El MGP-84 es una versión actualizada del MGP-15, utilizado principalmente para tareas de protección estricta.

### MGP-14 Micro
Una versión semiautomática del MGP-84, es más pequeña y tiene una empuñadura plegable. 
El arma es también conocida como MGP-14 Micro o como la pistola MGP-14. Durante un tiempo fue conocida como la MGP-84C.